# Bild
Bild eller Bildzeitung, der tidligere var avisens officielle navn, er en tysk tabloidavis. Med et oplag på 3,9 millioner dagligt og 12,1 mio. daglige læsere er det den største avis i Europa. Bild er en af de internationalt mest kendte tabloidaviser, og emner som sex, kriminalitet og krig spiller en stor rolle sammen med underholdningsstof og sport.
Avisen udkom første gang i 1952 og udgives af Axel Springer AG. Bild havde fra begyndelsen en konservativ og stærk antikommunistisk grundholdning. Et af avisens forbilleder var engelske Daily Mirror.
Oplaget var i 1980'erne på omkring 5 mio. I 2002 røg det ned under 4 mio., for så i slutningen af 2005 at ende på 3,8 mio. eksemplarer. Det gør avisen til Europas bedst sælgende avis. Bild-Zeitung har et stort oplag udenfor Tyskland – blandt andet kan avisen i sommerhalvåret fås i mange kiosker i Jylland.

## Avisens holdning
Avisen er en væsentligt opinionsdanner i Tyskland og er kendt for sin kontroversielle brutale stil, der bl.a. rettes mod den politiske venstrefløj. Da Tyskland var delt, var avisen således kendt for altid at markere sin holdning om DDR ved at skrive det i citationstegn ("DDR").
Under kampagnen mod studenteroprørene og venstreekstremisterne i 1968 samt i 1970'erne, spillede avisen en stor rolle, hvilket forfatteren Heinrich Böll skriver om i romanen Katharina Blums tabte ære. Avisen er ofte blevet kritiseret for de metoder, den bruger i jagten på nyheder, bl.a. i den tidligere Bild-journalist Günter Wallraffs reportagebøger.
Efter Berlinmurens fald og enden på den kolde krig, synes avisens holdning at have rykket mere mod midten. Trods den generelle støtte til CDU og særligt tidligere kansler Helmut Kohl, er dens – dog stadig populistiske – tone, mindre skarp end den var for 30 år siden. Den traditionelt mindre konservative søndagsudgave Bild am Sonntag støttede sågar Gerhard Schröder under valget til forbundsdagen 1998.